# Quarta (música)

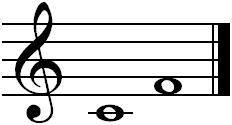
Quarta justa entre do i fa

Una quarta és l'interval de quatre graus entre dues notes de l'escala musical, també anomenada diatessaron, pels pitagòrics. Una quarta més una cinquena dona un interval d'una octava. Per aquesta raó, la quarta i la cinquena són complementàries: un interval ascendent d'una quarta arriba a la mateixa nota que un interval descendent d'una cinquena. Les quartes poden ser:
- Disminuïdes: la distància entre les dues notes és de quatre semitons
  - La quarta disminuïda és enharmònica de la tercera més gran.
- Justes: entre les dues notes hi ha una distància de cinc semitons
  - La quarta justa és un interval més aviat consonant.
- Augmentades: entre les dues notes hi ha una distància de sis semitons.
  - La quarta augmentada és un interval particularment dissonant.
  - És també enharmònica de la quinta disminuïda.